# Golden Gate (Illinois)
Golden Gate – wieś w Stanach Zjednoczonych, w stanie Illinois, w hrabstwie Wayne.